# Martha Érika Alonso
Martha Érika Alonso Hidalgo (Tecamachalco, Puebla; 17 de diciembre de 1973 - Santa María Coronango, Puebla; 24 de diciembre de 2018) fue una diseñadora gráfica y política mexicana, miembro del Partido Acción Nacional. Fue gobernadora del estado de Puebla, la primera mujer en ocupar el cargo. Dicho mandato lo ejerció durante diez días, del 14 de diciembre de 2018 hasta su fallecimiento, el 24 de diciembre del mismo año, en un accidente aéreo. Fue esposa de Rafael Moreno Valle Rosas, quien fue gobernador de Puebla de 2011 a 2017 y falleció en su compañía.

## Biografía
Martha Érika Alonso se tituló como licenciada en diseño gráfico egresada de la Universidad Iberoamericana Puebla y obtuvo además una maestría en Comunicación Pública en la Universidad de las Américas Puebla. Contrajo matrimonio con Rafael Moreno Valle en 2004, cuando este se desempeñaba como diputado federal.
Miembro activo del PAN desde 2009, desde 2011 hasta 2017, cuando su esposo se desempeñaba como gobernador de Puebla, Martha Érika ocupó la presidencia del Sistema Nacional para el Desarrollo Integral de la Familia (DIF) de Puebla. En 2015 fue nombrada secretaria general del comité estatal del PAN.
Falleció el 24 de diciembre de 2018, víctima del accidente aéreo del Agusta A109S, en el Cerro de la Chimenea del Chacuaco, poblado de Santa María Coronango, en el estado de Puebla, en el cual también murió su esposo, Rafael Moreno Valle.

## Muerte
En Santa María Coronango, a las 14:40 del 24 de diciembre de 2018, el helicóptero en que se trasladaban Martha Érika Alonso y su esposo, el senador y exgobernador de Puebla Rafael Moreno Valle Rosas, sufrió un siniestro. Como resultado, tanto el piloto como ambos pasajeros fallecieron.